# سیارک ۷۰۹۳
سیارک ۷۰۹۳ (به انگلیسی: 7093 Jonleake، نامگذاری:1992OT) هفت هزار و نود و سومین سیارک کشف شده‌است که در ۲۶ ژوئیه ۱۹۹۲ کشف شد.